# Jonas Brothers: The 3D Concert Experience
Jonas Brothers: 3D Concert Experience (conocido en Latinoamérica como Jonas Brothers en concierto 3D)  es un concierto-película estadounidense de Walt Disney Pictures presentado en Disney Digital 3D y IMAX 3D. Fue estrenada en los Estados Unidos y Canadá el 27 de febrero de 2009. Luego fue estrenada en otros países. La película es protagonizada por los Jonas Brothers. Fue puesta en 1,271 salas de cine y logró la cifra de $12,7 millones el día de su estreno. Se ubica en el segundo lugar de los conciertos llevados al cine más exitosos en su debut, luego de Hannah Montana & Miley Cyrus: Best of Both Worlds Concert.

## Trama
Jonas Brothers: The 3D Concert Experience sigue a los Jonas Brothers durante su gira Burnin' Up en una mirada tras bastidores durante su apretada agenda, mientras están en la ciudad de Nueva York, realizando entrevistas y actuaciones en televisión para promocionar el lanzamiento de su tercer álbum de estudio, A little bit longer, del 9-11 de agosto de 2008 y culminando el día de su larga gira de prensa en Madison Square Garden. La película intercala a presentaciones de concierto de su segundo álbum de estudio homónimo y tercer álbum de estudio, filmado durante su gira del 13-14 de julio de 2008 en Anaheim. Presentándose junto a los Jonas Brothers están las estrellas invitadas Demi Lovato en "This Is Me", Taylor Swift en "Should've Said No" y el guarda espaldas de los hermanos, Robert "Big Rob" Feggans, en "Burnin' Up". La película también debutó dos nuevas grabaciones de estudio, "Love Is On Its Way", que fue filmado en Central Park, y "Live to Party", que más tarde serviría como el tema principal de su serie televisiva de Disney Channel.

## Reparto

### Elenco Principal
- Kevin Jonas - Guitarra, coros

- Joe Jonas - Voz, guitarra, batería, piano

- Nick Jonas - Guitarra, voz

- Taylor Swift - Voz, guitarra

- Robert "Big Rob" Feggans - Voz

### Miembros de la banda
- John Taylor - Director musical/guitarra

- Jack Lawless - Baterías

- Ryan Liestman - Teclados

- Greg Garbowsky - Bajo

### Adicionales
- Demi Lovato
- Taylor Swift
- Kevin Jonas. Sr

- Denise Jonas

- Frankie Jonas

## Set list
1. "Lovebug" (instrumental) [intro]
2. "Tonight" (studio recorded vocals/live band in background) [opening credits]
3. "That's Just the Way We Roll"
4. "Hold On"
5. "BB Good"
6. "Goodnight and Goodbye"
7. "Video Girl"
8. "Gotta Find You"
9. "This Is Me" (con Demi Lovato)
10. "A Little Bit Longer"
11. "Play My Music" (studio recording)
12. "Hello Beautiful"
13. "Still in Love with You"
14. "Love Is on It's Way "
15. "Pushin' Me Away"
16. "Can't Have You"
17. "Should've Said No" (con Taylor Swift)
18. "Love Is On Its Way"
19. "S.O.S."
20. "Live to Party" (studio recording)
21. "Burnin' Up" (con Robert "Big Rob" Feggans)
22. "Tonight" (studio recording) [end credits]
23. "Shelf" (live performance) [end credits]

## Doblaje al español para América Latina
- Kevin Jonas: Pablo Sosa
- Joe Jonas: Israel Nuncio
- Nick Jonas: Ricardo Bautista
- Demi Lovato: Karla Falcón*
- Taylor Swift: Mireya Mendoza
- Robert "Big Rob" Feggans: Juan Carlos Tinoco
- Frankie Jonas: Irving Corona*

### Voces adicionales
- Adriana Casas
- Alan Prieto
- Alondra Hidalgo Quintero
- Analiz Sánchez
- Andalucía López
- Andrea Orozco
- Andrés García
- Agustín Lezama
- Arturo Castañeda
- Carla Castañeda
- Carlos Castro
- Christine Byrd
- Constanza Lechuga
- Erick Salinas
- Gabriela Beltrán
- Genaro Contreras Ibarra
- Javier Olguín
- Joanna Gil
- Leilani Ayala Ortega
- María Gutiérrez Pérez
- Mariana Ortiz
- Mario Arvizu
- Miguel Ángel Ruiz
- Ricardo Mendoza "El Coyote"
- Rosalba Sotelo

### Créditos Técnicos
- Estudio de Doblaje: Taller Acústico S.C., México, D. F.
- Director: Luis Daniel Ramírez
- Traductor/Adaptador: Carolina Fierro
- Ingeniero de Grabación: Luis Cortez & Pablo Carvallo
- Estudio de Edición: Diseño en Audio S.A. de C.V.
- Editor de Diálogo: Carlos Castro
- Estudio de Mezcla: Shepperton International
- Director Creativo: Raúl Aldana
- Doblaje al español producido por: Disney Character Voices International, Inc.

Nota sobre *: Actores o Cantantes que no tiene diálogos.

## Recepción y taquilla
La película recibió críticas generalmente negativas por parte de la crítica; en Rotten Tomatoes tiene una valoración del 24% basada en 76 reseñas de críticos. El consenso del sitio dice: "Jonas Brothers: The 3-D Concert Experience debería complacer a los seguidores que adoran a los hermanos, pero para los no conversos, esta película concierto es en gran medida plana y poco esclarecedora." En Metacritic, la película tiene una puntuación de 45 sobre 100 basada en 14 críticas. En general, los críticos criticaron la película por carecer de atractivo para cualquier persona fuera de los fans del grupo. Según Box Office Mojo en 2009, fue la sexta película de conciertos más taquillera, tras Justin Bieber: Never Say Never, Michael Jackson's This Is It, Hannah Montana and Miley Cyrus: Best of Both Worlds Concert (en la que los Jonas Brothers tenían un papel de estrella invitada), One Direction: This Is Us y Katy Perry: Part of Me.
La película fue nominada a un Teen Choice Award en 2009 por "Choice Movie: Música/Danza" y "Choice Music Album: Banda sonora".

## Medios domésticos
La película salió a la venta en DVD y Blu-ray el 30 de junio de 2009. En Estados Unidos, la edición en Blu-ray de la película incluye la versión 3D, mientras que las ediciones en DVD de uno y dos discos sólo incluyen la versión 2D de la película. Sin embargo, para las ediciones en DVD del Reino Unido y Australia, Disney optó por lanzar la película con la versión 3D en DVD, ya que no había edición Blu-ray en ninguno de los dos países.
Blu-ray Extended Edition
- 3D versión de la película
- Dos actuaciones no incluidas en la versión teatral: "Can't Have You" y "A Little Bit Longer".
- Canciones extra incluidas en los extras: "Shelf" y "Lovebug"
- De cerca y en persona: Entre bastidores con los Jonas Brothers

La película se incluyó como parte del catálogo de estrenos para el lanzamiento de la plataforma de streaming Disney+ en noviembre de 2019, junto con Hannah Montana & Miley Cyrus: Best of Both Worlds Concert, sin embargo, ambas películas no se estrenaron en 3D. La película pasó a llamarse [Jonas Brothers: The Concert Experience, al igual que el DVD estadounidense de la película del concierto.